# Hans Nowak
Hans Nowak (Gelsenkirchen, 9 de agosto de 1937 - 19 de julho de 2012) foi um futebolista alemão que atuava como defensor.

## Carreira
Hans Nowak fez parte do elenco da Seleção Alemã na Copa do Mundo de 1962. 